# Westliche Vollbartmeerkatze
Die Westliche Vollbartmeerkatze oder Preuss-Meerkatze (Allochrocebus preussi, Syn.: Cercopithecus preussi) ist eine Primatenart aus der Tribus der Meerkatzenartigen (Cercopithecini) innerhalb der Familie der Meerkatzenverwandten (Cercopithecidae). Sie gilt als enger Verwandter der Östlichen Vollbartmeerkatze (A. lhoesti), als deren Unterart sie manchmal betrachtet wird. Der deutsche Zoologe Paul Matschie benannt die Art im Jahr 1898 zu Ehren des Botanikers Paul Preuß, der unter anderem die Flora der damaligen deutschen Kolonie Kamerun erforschte.

## Merkmale

Verbreitungsgebiet der Westlichen Vollbartmeerkatze

Das Fell der Westlichen Vollbartmeerkatze ist dunkelgrau gefärbt, auffälliges Kennzeichen ist die weiße, an einen Bart erinnernde Behaarung im Backenbereich. Das Gesicht ist schwarz und der hintere Rückenbereich rötlichbraun gefärbt. Mit bis zu 10 Kilogramm Gewicht zählen sie zu den größeren Meerkatzenarten.

## Verbreitung und Lebensraum
Westliche Vollbartmeerkatzen sind ausschließlich im südwestlichen Kamerun in der Nähe des Kamerunberges, dem Bamenda-Hochland, incl. dem Obudu-Plateau, sowie auf der zu Äquatorialguinea gehörenden Insel Bioko verbreitet. Entsprechend dem Verbreitungsgebiet werden zwei Unterarten unterschieden: A. p. preussi auf dem Festland und A. p. insularis auf Bioko. Ihr Lebensraum sind gebirgige Wälder bis in 2500 Meter Seehöhe.

## Lebensweise
Diese Tiere sind tagaktiv und im Gegensatz zu den meisten anderen Meerkatzen ausgesprochene Bodenbewohner. Sie leben in Gruppen von durchschnittlich 17 Tieren. Diese setzen sich aus einem Männchen, mehreren Weibchen sowie den dazugehörenden Jungtieren zusammen. Die Nahrung dieser Tiere besteht aus Früchten, Insekten und Blättern.
Über die Fortpflanzung ist wenig bekannt, sie dürfte aber mit der der anderen Meerkatzen übereinstimmen. Im Schnitt alle drei Jahre bringt das Weibchen nach rund fünf- bis sechsmonatiger Tragzeit meist ein einzelnes Jungtier zur Welt. Dieses wird mit rund vier Jahren geschlechtsreif. Die Lebenserwartung der Tiere kann über 30 Jahre betragen.

## Bedrohung
Aufgrund der Zerstörung ihres Lebensraumes und der Bejagung zählt die Westliche Vollbartmeerkatze zu den gefährdeten Arten. Die IUCN listet sie als stark gefährdet (endangered).